# Premi de Poesia Senyoriu d'Ausiàs March de Beniarjó
El premi de Poesia Senyoriu d'Ausiàs March és un guardó literari de caràcter anual atorgat per l'ajuntament de Beniarjó, a la comarca valenciana de la Safor. La primera edició va ser en l'any 1981, i des d'aleshores s'ha mantingut la convocatòria ininterrompudament.
Tal com indica la denominació, la vila està vinculada a la figura d'Ausiàs March per ser residència i senyoriu de la seua família entre 1376 i 1481. Les obres guanyadores han estat publicades per l'editorial 3i4.

## Llista de les obres premiades[1]
- 2023: Els ulls fecunds, de Ricard Martínez Pinyol
- 2022: Cassette, de Pau i Au
- 2021: Un estany que vessa, de Juma B. Barratxina
- 2020: Zona de desastre, de Jaume Mesquida
- 2019: Celobert, de Rosa Font Massot
- 2018: Pell d’ànima, de Josep Checa i Falgà
- 2017: Intercity, de Yolanda Esteve Giner
- 2016: El tubercle, d'Anna Gual
- 2015: Viatjar descansa, de Carles Mulet
- 2014: Traït, de Pau Vadell i Vallbona
- 2013: Estígia, de Antoni Xumet Rosselló
- 2012: Belleses arbitràries, de Carles Miret Estruch
- 2011: El soroll de la pedra, de Vicent Olaso
- 2010: Carn endins, de Carles Vicent Síscar i Poemes a la intempèrie, de Begonya Pozo
- 2009: Sema, de Jordi Mas
- 2008: La solitud poblada, de Rafael Casanova i El cor del Minotaure, de Christelle Enguix
- 2007: De secreta vida, de Ricard Garcia
- 2006: Claustre, d'Isabel Garcia Canet
- 2005: Vestigis, d'Antoni Fornés Gomiz
- 2004: Tríptic d'un carrer, de Pau Sanchis i Ferrer
- 2003: Deshabitat, de Manuel Garcia Marí
- 2002: Mata-rates (i altres vicis), d'Elies Barberà
- 2001: Els ulls de Penèlope, de Jordi Monteagudo
- 2000: La sang, de Joan-Baptista Campos
- 1999: Oratori, de Jordi Valls i Pozo
- 1998: Quadern de bosc, de Víctor Sunyol
- 1997: Llibre d'hores, de Carmel Navarro
- 1996: Llibre de família, de Miquel Martínez
- 1995: Olis sobre paper, de Susana Rufat
- 1994: Crònica de l'ocupant, de Josep Porcar
- 1993: El setge de l'Albir, de Joan Gregori Albiol
- 1992: Remor alè, de Maria Josep Escrivà
- 1991: Laura, d'Antoni Gómez Giménez
- 1990: Amb el gest de les hores, de Josep Lluís Roig
- 1989: Trencat pacte de silenci, d'Ignasi Miñana
- 1988: Blues, de Maria Fullana i Montoro
- 1987: Flexo, de Teresa Pascual
- 1986: La casa perduda, d'Isidre Martínez Marzo
- 1985: Carmí vora els llavis, de Vicent Berenguer
- 1984: Cants de cada vegada, de Jacint Sala Codony
- 1983: La ruta de l'heura, de Manuel Pérez Saldanya
- 1982: Una estança a Alessandria, de Pere Bessó
- 1981: Mirall de miratges, d'Enric Sòria i Parra